# Estación José Artigas
José Gervasio Artigas, conocida también simplemente como Artigas, es una estación ferroviaria ubicada en los barrios porteños de Chacarita y Villa Ortuzar en la Ciudad de Buenos Aires, Argentina

## Ubicación
La estación se encuentra en la Avenida Elcano y la Avenida del Campo, en el límite de los barrios de Villa Ortúzar y Chacarita, en la Ciudad de Buenos Aires.

## Servicios
Presta servicio de pasajeros en el ramal eléctrico suburbano entre las estaciones Federico Lacroze y General Lemos de la Línea Urquiza.

## Combinaciones
A poco más de siete cuadras se encuentra la estación La Paternal de la Línea San Martín.

## Historia
Fue inaugurada por el Ferrocarril Central de Buenos Aires con el nombre de Paternal. La construcción actual data de 1973, cuando todas las estaciones fueron modificadas para recibir a los nuevos trenes eléctricos de la línea.

## Imágenes

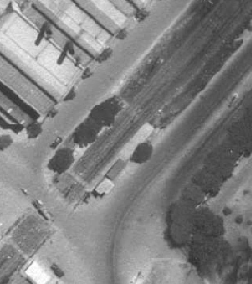
Parada Paternal (1940)
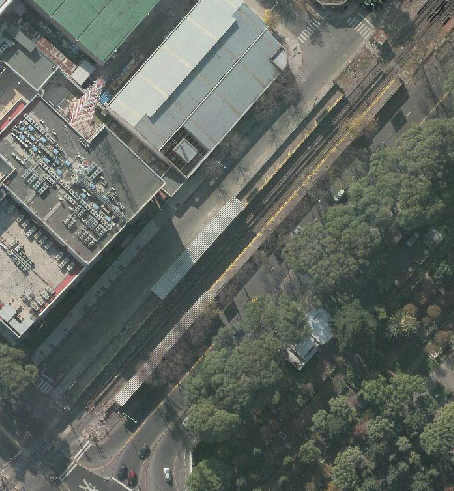
La estación actual

## Toponimia
Su nombre homenajea al prócer uruguayo José Gervasio Artigas.